# Bătălia de la Kiev (1941)
Prima bătălie de la Kiev (în limba rusă: Киевская оборонительная операция – operațiunea de apărare a Kievului) a fost o uriașă bătălie de încercuire din Ucraina în faza de început a celui de-al doilea război mondial, parte a Operațiunea Barbarossa. Bătălia a durat de la mijlocul lunii august până pe 26 septembrie 1941. Istoriografia militară sovietică consideră că data de început a bătăliei este 7 iulie.

## Acțiuni militare
Aproape întregul Front Sovietic de S-V al Armatei Roșii a fost încercuit, germanii pretinzând că au luat 665.000 de prizonieri. Încercuirea germanilor nu a fost perfectă și unele mici grupuri ale Armatei Roșii au reușit să scape din încercuire, inclusiv mareșalii Semion Budionnîi, Semion Timoșenko și comisarul politic Hrușciov. În încercuire a fost ucis  generalul Mihail Kirponos. Înfrângerea de la Kiev a fost un eșec fără precedent pentru Armata Roșie, de o amploare mai mare decât dezastrul de la Minsk din iunie-iulie 1941. Dacă pe 1 septembrie, Frontul de S-V număra 752.000 – 760.000 oameni (până la 850.000, dacă se iau în calcul rezervele și unitățile auxiliare din spatele frontului), 3.923 tunuri și mortiere, 144 tancuri și 167 avioane de luptă. Au căzut în încerecuire 452.700 oameni, 2.642 tunuri și mortiere și 64 tancuri, reușind să scape cel mult 15.000 militari. Frontul de S-V a pierdut în total peste 700.500 de oameni, din care peste 616.300 morți, dispăruți în luptă sau prizonieri. Patru armate componente ale Frontului, adică 43 de divizii, au fost complet anihilate. Frontul de Sud-Vest a fost refăcut practic de la zero. 
După succesul inițial al atacului Wehrmachtului, în special în sectoarele de nord și central al frontului, în regiunea sudică rămăsese o mare concentrare de forțe sovietice, în principal ale Frontului de S-V. Germanii au declanșat atacul de la Uman, obținând o mare victorie, dar o grupare puternică de sub comanda mareșalului Semion Budionnîi a rămas în zona orașului Kiev. Deși forțele sovietice erau lipsite de mijloace mecanizate de transport și de blindate, (pierdute la Uman), ele erau singura mare concentrare de militari sovietici de pe frontul de răsărit în acel moment. 
La sfârșitul lunii august, Înaltul Comandament German (OKH) a trebuit să aleagă una dintre cele două opțiuni posibile: să continue atacul spre Moscova, sau să-l întârzie până era eliminată amenințarea forțelor sovietice din sud. Grupul de Armate Sud nu avea suficientă forță pentru a încercui și distruge de unul singur Frontul sovietic, fiind necesară colaborarea cu Grupul de Armate Centru. După o dispută din cadrul OKH-ului, (vezi și; Decizia Lötzen), două armate de Panzere au fost detașate din Grupul de Armate Centru. Acestea s-au îndreptat în forță spre sud, făcând joncțiunea cu Grupul de Armate Sud la est de Kiev. 
Mișcarea de încercuire executate de armatele de tancuri germane l-a luat total prin surprindere pe Budionnîi. Mareșalul a fost destituit de Stalin, în locul lui nemaifiind numit niciun înlocuitor la comandă. Deciziile au fost lăsate la nivelulcomandanților de divizii și de corp de armată. Armatele de tancuri ale celor două grupuri germane au făcut joncțiunea pe 16 septembrie la Lohvița. Rămași fără o comandă unitară și fără forțe mobile, ieșirea sovieticilor din încercuire s-a dovedit imposibilă. Germanii au restrâns treptat punga în care se aflau prinși în capcană sovieticii pe 19 septembrie a fost cucerit Kievul. Luptele au continuat până pe 26 septembrie, când ultimele trupe sovietice s-au predat.

## Rezultatul bătăliei
Înfrângerea de lângă Kiev a fost o lovitură puternică pentru Armata Roșie. La 1 septembrie, Frontul sud-vestic, fără rezerve frontale, piese de schimb și spate, erau 752-760 mii de oameni, 3923 arme, 114 tancuri și 167 de avioane de luptă. În momentul împrejurărilor erau 452,7 mii de oameni, 2642 de arme, 1225 de mortare și 64 de tancuri. Potrivit datelor germane de lângă Kiev, până în 24 septembrie au fost capturate 665 de mii de persoane. Potrivit datelor publicate în 1993 de către Statul Major al Forțelor Armate ale Federației Ruse, pierderile sovietice s-au ridicat la peste 700 mii de persoane, dintre care 627,8 mii au fost iremediabile. Aceste cifre includ pierderi în apărarea orașului Kiev. Acestea au reprezentat aproximativ 48.000 de persoane pierderi totale pentru Armata Roșie și aproximativ 14.000 de persoane pierderi totale pentru Wehrmacht.

## Consecințe
Odată cu înfrângerea de la Kiev, ultima rezistență importantă din flancul sudic al frontului de răsărit a încetat, Grupul de Armate Sud având deschisă calea spre bazinul Donețului. În sud fusese cucerită o victorie deplină. Cu toate acestea, această victorie fusese obținută cu prețul unei întârzieri de patru săptămâni a ofensivei spre Moscova, un fapt care avea să se dovedească hotărâtor în timpul bătăliei pentru apărarea capitalei sovietice. Deși din punct de vedere tactic bătălia s-a dovedit un succes tactic de primă dimensiune, din punct de vedere strategic situația germanilor nu s-a imbunătățit, obiectivul întregii operațiuni, și anume obținerea unei victorii decisive care să încheie războiul, nu a fost îndeplinit. 
În ciuda pierderilor uriașe suferite de sovietici, bătălia de la Kiev a oferit un răgaz binevenit în timpul căruia defensiva Moscovei a fost întărită. 
Mai mult, se pare că, de această dată, sovieticii au tras învățămintele necesare din înfrângerea de la Kiev, în timpul bătăliei de la Moscova apărătorii reușind să respingă toate manevrele germane de încercuire, mai mult, sovieticii reușind în timpul bătăliei de la Stalingrad să execute o amplă manevră de dublă învăluire a invadatorilor.